# Wiedźmy (serial telewizyjny)

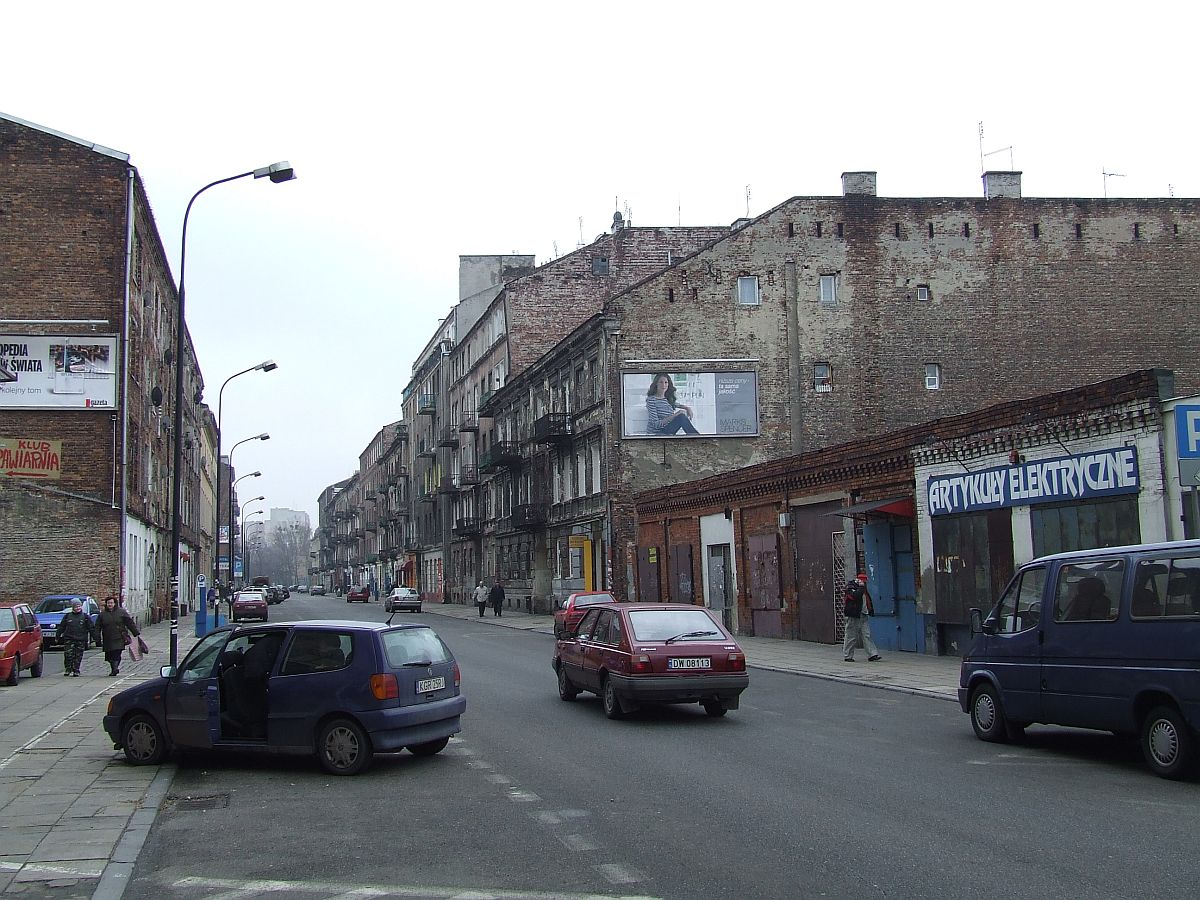
Warszawska Praga, ul. Brzeska

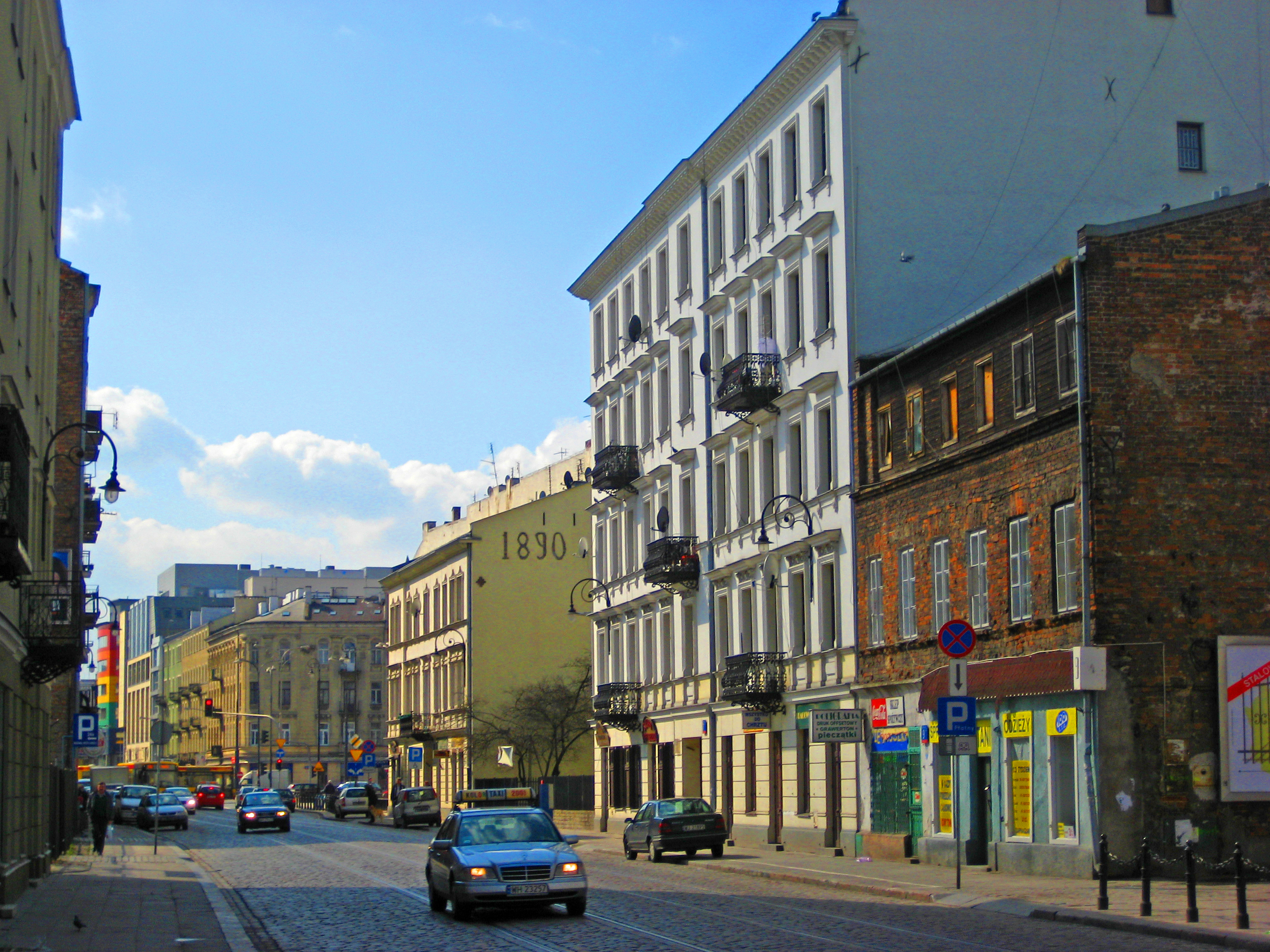
Praga, ul. Ząbkowska

Wiedźmy – polski serial telewizyjny wyprodukowany i wyświetlany przez TVP1 od 22 października 2005 do 12 lutego 2006.

## Opis
Akcja serialu rozgrywa się w eleganckiej kamienicy na zaniedbanej warszawskiej Pradze. Praska zabudowa mieści kilka biur, firm, sklepów. Tam wśród barwnych mieszkańców żyją trzy „wiedźmy”: Dorota, Mariola i Agata.
- Dorota – wrażliwa i szlachetna prawniczka. Rozpoczyna samodzielną działalność, otwierając w kamienicy własną kancelarię.
- Mariola – prowadzi hurtownię i sklep z damską bielizną.
- Agata – oprócz prowadzenia niewielkiej agencji reklamowo-poligraficznej zajmuje się swoją zbuntowaną czternastoletnią siostrą.

W serialu pojawiają się wątki obyczajowe i kryminalne. Każdy z trzynastu odcinków opowiada o innej historii, chociaż wszystkie posiadają jedną cechę: prywatne perypetie bohaterek.

## Obsada

### Role główne
- Magdalena Różczka (Dorota)
- Maria Seweryn (Agata)
- Katarzyna Figura (Mariola, żona Karola)

### Pozostałe role
- Małgorzata Lewińska (Jadzia Mikołajczyk, pracownica Agaty)
- Agnieszka Roszkowska (Paula Kot, pracownica Agaty)
- Tomasz Kot (Marcyś Goliński, pracownik Agaty)
- Tomasz Sapryk (Henio Rosół, dzielnicowy)
- Piotr Siwkiewicz (Karol, mąż Marioli)
- Sebastian Kutz (Rafał, syn Karola)
- Marian Glinka (Zdzisio, dozorca)
- Piotr Dąbrowski (Miecio Bączek)
- Anna Nykowska (Agnieszka, siostra Agaty)
- Krystyna Rutkowska-Ulewicz (pani Manieczko)
- Agnieszka Kawiorska (Ada Chyczewska, „wnuczka” pani Manieczko)
- Piotr Polk (Janusz Nowicki, mecenas)
- Agata Meilute (kelnerka w restauracji pana Ho)

## Lista odcinków
| Numer odcinka | Temat                   | Gościnnie |
| ------------- | ----------------------- | --- |
| 1             | Czar Pragi              | Halina Chrobak, Przemysław Kaczyński |
| 2             | Cud na Pradze           | Jerzy Bończak, Mariusz Krzemiński, Kamil Miondlikowski, Przemysław Modliszewski, Piotr Nowak, Daniela Zabłocka, Krzysztof Zakrzewski |
| 3             | Klin wychowawczy        | Marcin Maliszewski, Piotr Polak, Alicja Sapryk, Piotr Siejka |
| 4             | Czyja to melodia?       | Jan Borysewicz, Jacek Długosz, Lech Dyblik, Magdalena Gnatowska (matka Rafała), Zenon Kotowski, Trinh Hoai Nam, Andrzej Poneta, Krzysztof Sztabiński, Grzegorz Wons, Marek Wroński                                                                      |
| 5             | Spadek                  | Dorota Bierkowska, Krzysztof Fus, Marcin Jędrzejewski, Gracjan Kielar, Karolina Dafne Porcari |
| 6             | Szymek Słupnik          | Violetta Arlak, Waldemar Czyszak, Izabela Dąbrowska, Henryk Gołębiewski, Bogdan Kalus, Olga Miłaszewska-Aszyk, Zbigniew Suszyński, Kalina Janusiak |
| 7             | Niebezpieczne związki   | Przemysław Bluszcz, Tomasz Jarosz, Wojciech Kowman, Weronika Książkiewicz, Grażyna Laszczyk-Frycz, Grzegorz Mostowicz-Gerszt, Sylwia Najach, Piotr Polak, Łukasz Simlat, Jakub Wieczorek, Anna Wojton                                                   |
| 8             | Włoski łącznik          | Jerzy Bończak, Sambor Czarnota, Wojciech Czerwiński, Sławomir Holland, Agnieszka Schimscheiner |
| 9             | Delikatność uczuć       | Jerzy Bończak, Henryk Boukołowski, Tytus Hołdys, Antoni Królikowski, Tadeusz Krupa, Zbigniew Paterak |
| 10            | Złodzieje samochodów    | Alan Andersz, Tomasz Olejarczyk |
| 11            | Lokal numer 13          | Ewa Bilip, Małgorzata Duda, Andrzej Deskur, Krzysztof Fus, Emilia Gacka, Patrycja Kanclerz, Krystyna Tkacz |
| 12            | Jak struś z psem        | Alan Andersz, Danuta Borsuk, Magdalena Celówna, Teresa Czarnecka-Kostecka, Bartosz Głogowski, Sławomir Grzymkowski, Tomasz Łysiak, Piotr Martin, Trinh Hoai Nam, Wenanty Nosul, Wojciech Słupiński, Paweł Szczesny, Aleksander Wysocki, Kalina Janusiak |
| 13            | Dzieje drugiego pocisku | Krzysztof Bochenek, Bartosz Głogowski, Sławomir Grzymkowski, Joanna Jędrejek, Ireneusz Kozioł, Robert Ostolski, Paweł Tucholski |